# Деррік Брю
Деррік Брю (англ. Derrick Brew; нар. 28 грудня 1977, Х'юстон, Техас, США) — американський легкоатлет, що спеціалізується на спринті, олімпійський чемпіон та бронзовий призер Олімпійських ігор 2004 року, чемпіон світу.

## Кар'єра
| Рік             | Змагання         | Місто                | Місце           | Дисципліна            | Примітки        |
| Представник США | Представник США  | Представник США      | Представник США | Представник США       | Представник США |
| --------------- | ---------------- | -------------------- | --------------- | --------------------- | --------------- |
| 2004            | Олімпійські ігри | Афіни, Греція        | 3               | біг на 400 метрів     | 44.42           |
| 2004            | Олімпійські ігри | Афіни, Греція        | 1               | естафета 4×400 метрів | 2:55.91         |
| 2005            | Чемпіонат світу  | Гельсінкі, Фінляндія | 1               | естафета 4×400 метрів | 2:56.91         |